# ウォーナンブール (ビクトリア州)
ウォーナンブール / ワーナンブール（英: Warrnambool）はオーストラリアのビクトリア州にある都市。人口は3万4021人（2016年）。ビクトリア州の南西地域の拠点となる町であり、リゾート地でもある。海岸は砂浜が広がっており、緑地帯によって市街地と分離されている。
ウォーナンブールは、オーストラリアの主要幹線道路プリンセス・ハイウェイにあり、西のポート・フェアリー、東のテラングの間にある。風光明媚で観光客が好むグレートオーシャンロードの西端近くでもあり、グレートオーシャンロードの最大の街なので、地元では「グレートオーシャンロードの首都」と称している。また、ホプキンス・ハイウェイ南西側の終点でもある。ビクトリア州都のメルボルンからは263キロメートル南西に位置している。

## 歴史
「Warrnambool」とは、オーストラリア先住民の言葉で「2つの湿地」を意味する。この地を「ウォーナンブール」と命名したのは、オーストラリア先住民が近くの火口丘を同名で呼んでいたことに由来している。
最初にウォーナンブールを発見したヨーロッパ人は誰だろうか。有名な「マホガニー船」伝説が絡んでいる。1836年、地元のアザラシ漁師が、ウォーナンブール近辺の浜辺で木製マホガニー船の壊れた船体を発見した。この船は、1522年に近辺で遭難したポルトガル人クリストヴォ・ド・メンドンサの船だという説、1756年ころ沈没したスペイン船という説、それに、フランス船、中国船という諸説がある。壊れたマホガニー製の木製船体は、1880年頃までは確認されていたが、年月とともに木片が砂に覆われ、船体は消え、その後、断片しか見つかっていない。それで、現在、船の由来を検証するに足る充分な物的証拠がない。
この船は、ポルトガル人がヨーロッパ人として初めてオーストラリアに到着したことを示す証拠だとする主張があるので、しばしば注目を集めてきたのである。—松田真
ビクトリア州の西地域に、オーストラリア先住民が住んでいた。記録によると、1940年代には約3,500人にのぼった。
ウォーナンブールの地形や地物を最初に記録したのは、1800年12月、英国人のジェームズ・グラント中尉である。英国の探検船・レディ・ネルソン号で、この地の沿岸を航海し、いくつかの地形や地物に命名した。その後、1802年、英国人探検家のマシュー・フリンダースとフランス人探検家のニコラ・ボーダンがこの地の海岸の特徴を記録した。
1830年代には、アザラシ漁師、捕鯨漁師たちは頻繁にこの地にきていたが定住していなかった。
1836年、スコットランド生まれの探検家・トーマス・ミッチェルが彼の3回目の探検で、ビクトリア州の南西地域に定住可能な土地があることを発見し、1830年代後半に最初の定住者が、この地に移動してきた。初期は、ホプキンス川の西側をボールデン家が、東側をアラン家が占めた。その後、トーマス・マニフォールドなどの有力な牧場主が続き、この地を発展させた。
1846年に土地の測量がなされ、1847年に土地区画制度であるタウンシップ制が敷かれた。1848年に郵便局が開設され、街が形成されていった。
1840年代のウォーナンブールは、縦4列・横8列の碁盤状の道路から構成され、Lava Street (北), ジャパンストリート (東), Merri Street (南) 、Henna Street (西)に囲まれた地域だった。街の大通りは、Fairy Streetだった。

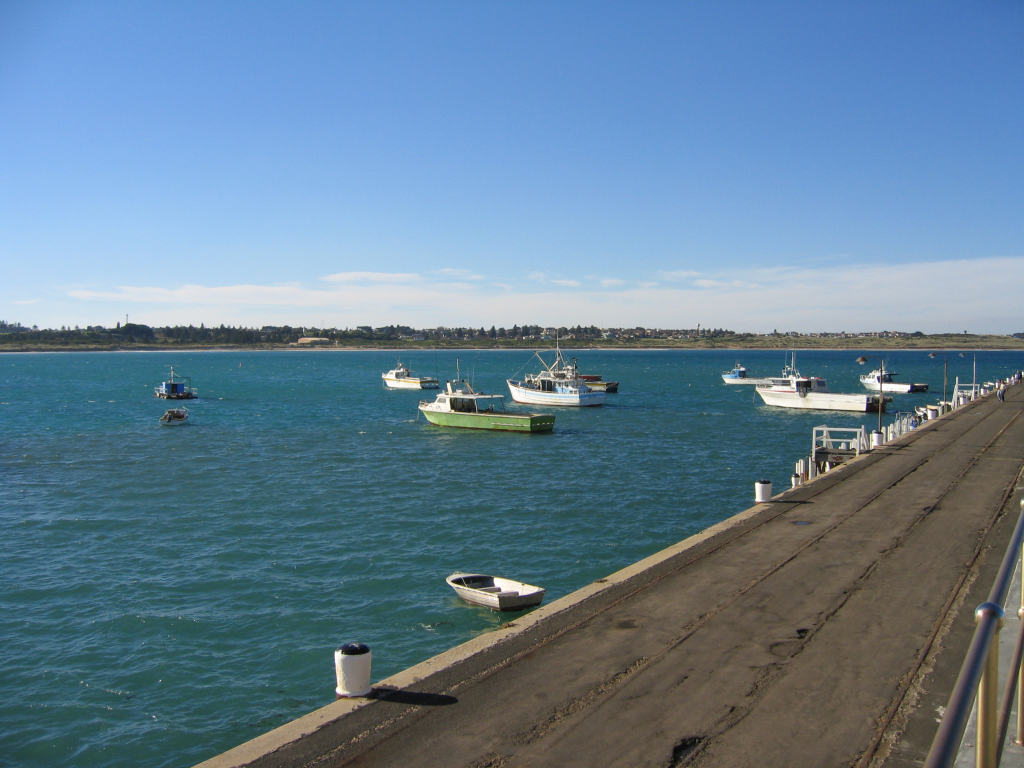
ウォーナンブール港

1851年から1860年代にビクトリア州で起こったゴールドラッシュ、つまり ビクトリア州ゴールドラッシュの時、近くのポート・フェアリー港が個人所有であったために、ウォーナンブール港が重要な港になり、街と港は金鉱地帯との交易で繁栄し、急速に発展した。ウォーナンブールは、1855年に自治体を形成し、1863年にバラ (行政区画)、1883年に「タウン」、1918年に「地方公共団体」としての「シティ」、つまり現在のウォーナンブール市となった。

## 現在の街
現在のウォーナンブール中心業務地区の大通りは、ライビック通りである。なお、ウォーナンブール中心業務地区は、ラウンドアバウトが多いので有名である。
南側は、バス海峡を望む美しい砂浜がある。

## 時差
ウォーナンブールはメルボルンやシドニーと同じ東部標準時を採用している。日本とは1時間の時差がある（日本時間に1時間プラス）。さらに、11月から3月は、夏時間制度が採用されていて、 標準時を1時間進める。

## 観光
ウォーナンブールはビクトリア州西部の最大の港湾都市で、グレートオーシャンロードの眺望の良さもあり、毎年約70万人の訪問客がある。
観光用の宿泊施設として、ホテル・モーテル・コンドミニアムは33軒で、内訳は5～14室が12軒、15室以上が21軒である。15室以上の21軒は、ホテルが1軒、モーテルが16軒、コンドミニアムが4軒である。キャラバンパークは6軒、ホリデーフラットが0軒、ホステルが1軒がある（2009年統計）。
パートーブ湖もウォーナンブールビーチに隣接している。

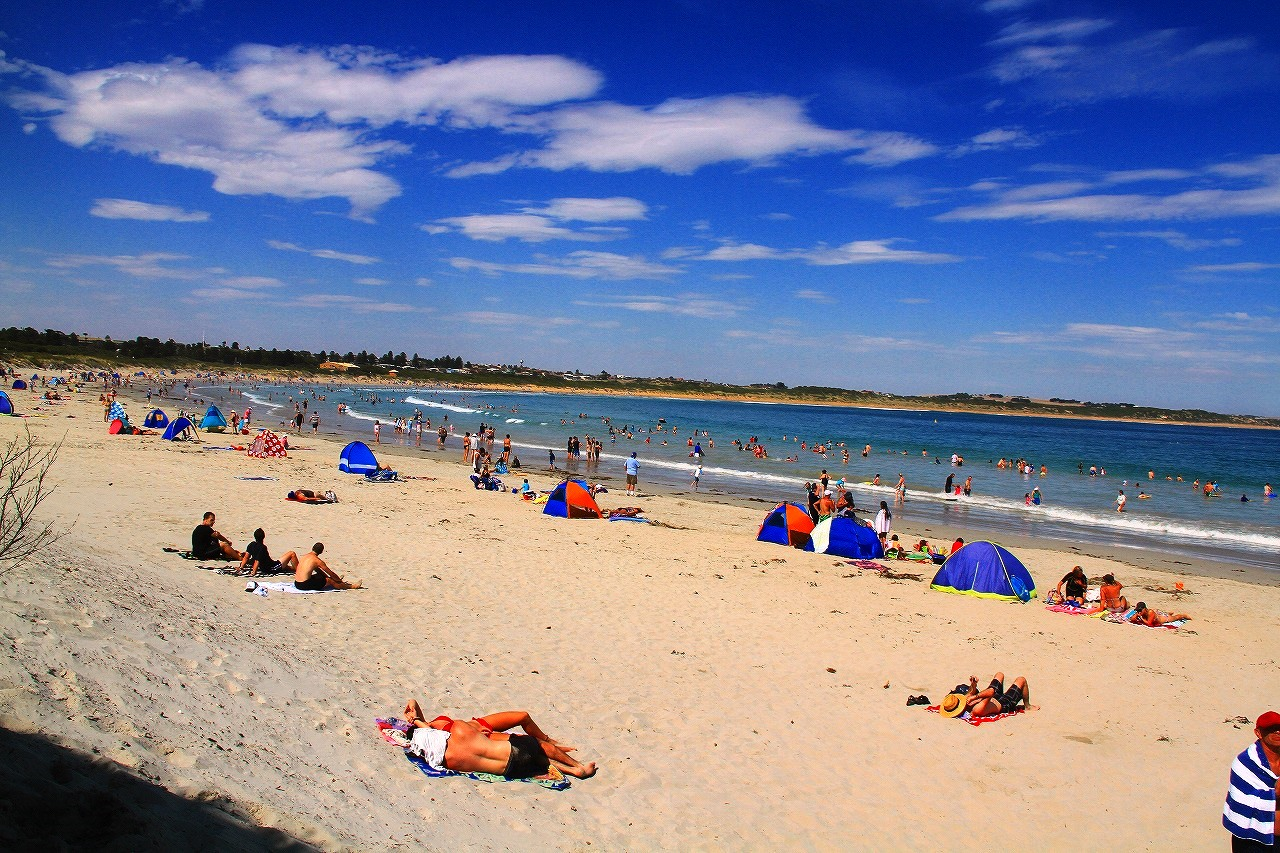
ウォーナンブールのビーチ

夏は、レディ湾に面した3.5kmの広く美しいウォーナンブール・ビーチでの海水浴・日光浴、サーフィンが魅力的である。砂浜に遊歩道が作られている。
毎年、2月最初の週末に、ビクトリア州南西地域の最大級のお祭「Wunta Fiesta」が開催される。音楽が中心である。
毎年、6月末から7月初旬、約2万5千人が集まる子供のお祭り「Fun4Kids Festival」が開催される。
季節を問わないものとして、1886年設立のウォーナンブール美術館がある。
中心業務地区の外側にウォーナンブール植物園がある。この植物園は、王立植物園の第2代園長だったウイリアム・ギルフォイルが設計した。

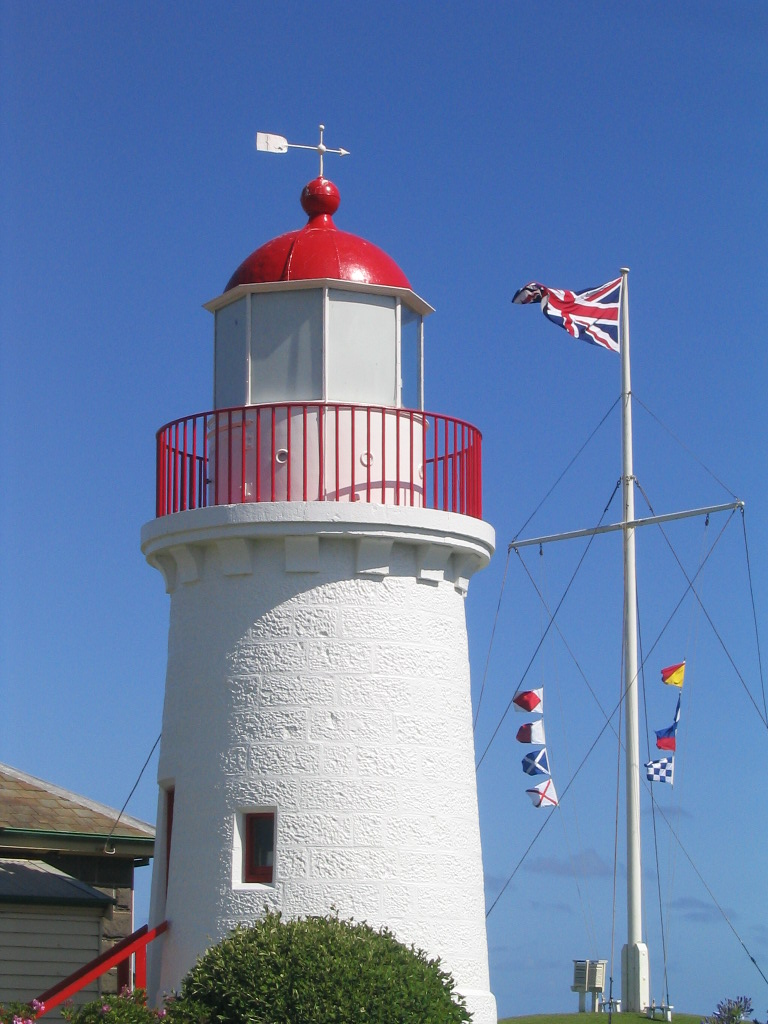
フラグスタッフヒル海事博物館村内の灯台

フラグスタッフヒル海事博物館村も季節を問わない。ウォーナンブールのフラグスタッフヒルにある有料の観光地で、村内を歩きながら19世紀の港町の人々の生活を見ることができる。1974年に建設が始まり、開村から2009年までに2百万人の観光客が訪れた。フラグスタッフヒル海事博物館村は、ビクトリア州遺産に登録されていて、ビクトリア州観光賞を4回受賞した。
海事博物館には、難破船からの収集品が展示されていて、その規模はビクトリア州最大である。1878年に難破したロックアード号から回収したロックアード孔雀は、特に有名である。
海事博物館村内には、1858年にミドル島に建造され、1872年ここに移された灯台がある。ロシア侵攻に対して1877年に設置されたウォーナンブール守備隊の大砲も展示されている。フラグスタッフヒルに1848年建てられた旗竿（フラグスタッフ）もある。

## 自然

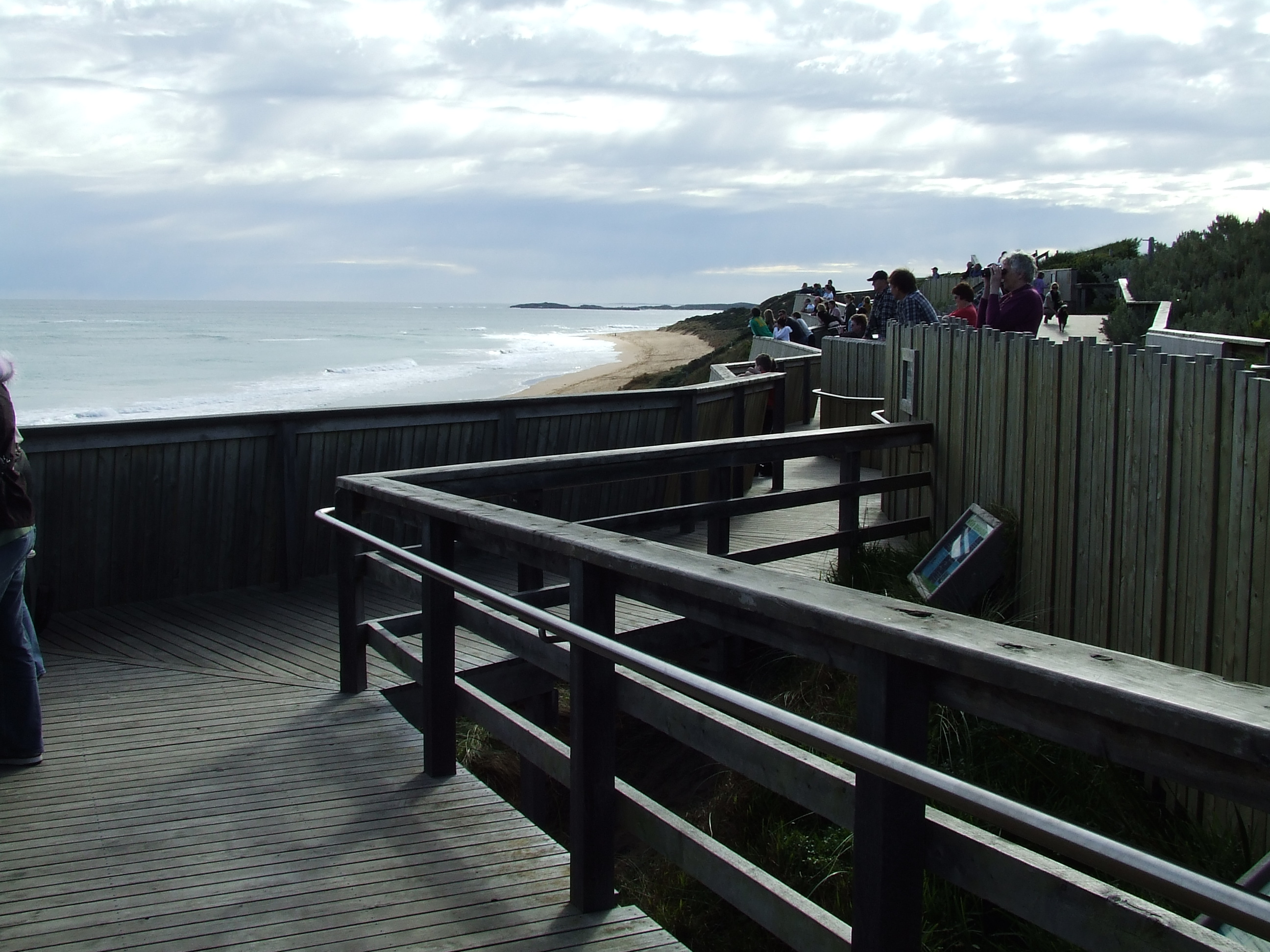
ローガンズ・ビーチのホエールウォッチング

ウォーナンブールの東側にあるローガンズ・ビーチは、ミナミセミクジラの繁殖地である。毎年、5月下旬から8月に2～3頭の雌クジラがきて、出産し、子クジラを育て、9月中下旬に去る。この間、ローガンズ・ビーチでクジラを観察できるホエールウォッチングが有名である。
ミナミアフリカオットセイ、コガタペンギン、マイルカもウォーナンブールの沿岸に棲息しており、冬から初春にかけて、見学ツアーもある。また、ザトウクジラ、シロナガスクジラ、シャチなどが観察されることもある。
ウォーナンブールの浜辺近くにわずか2ヘクタールの小さな島・ミドル島がある。全島が鳥獣保護区である。コガタペンギンやハシボソミズナギドリの繁殖コロニーがあり、人間は立ち入り禁止である。ミドル島は沿岸のすぐ近くにあるため、干潮時にはアカギツネが浅瀬を渡り、コガタペンギンを襲う。その結果、ミドル島のコガタペンギンの生息数は1999年に推定600羽だったのが、2005年にはわずか10組のつがいにまで減少した。そのため、ヨーロッパで羊をアカギツネから守るために飼われているマレンマ・シープドッグで、ペンギンを守ろうと、2006年にミドル島にマレンマ・シープドッグを導入した。マレンマ・シープドッグで鳥を保護する試みは世界で最初である。その結果、2010年には、コガタペンギンの生息数は140羽までに回復した。

## 産業
主要な産業は、農業と農業関連の産業、特に酪農と乳製品加工である。他の産業は、小売、教育、健康、食肉加工、衣服、建設、観光である。
人口33,374人の内、課税対象者は14,935人で、その平均年収は43,808豪ドルである。
建築物は、2009年に個人用家屋が187戸建築された。街全体の建築物資産は、居住用建物が5,880万豪ドル、非居住用建物が4,620万豪ドルである（2009年統計）。
登録車両は1000人あたり775台で、内訳は、乗用車578台、キャンプ用バン3台、小型商業車129台、トラック28台、バス5台、オートバイ32台である。全車両の年数は、5年以下の新車が6,023台、5年以上10年未満が7,029台、10年以上が12,822台である。（2009年統計）。
自宅でインターネットを利用できる人の割合は53.5％である（2006年統計）。
農業では、農地は8,315ヘクタール、穀物が111ヘクタール、野菜畑が4.7ヘクタール、果樹園は0ヘクタール。羊が578頭、乳牛が7,287頭、肉牛が5,835頭、豚が0頭である。農業経済は、穀物・野菜で140万豪ドル、食肉・酪農で320豪ドル、乳製品加工で930豪ドルである（2006年統計）。オーストラリアの生乳生産の3分の2はビクトリア州が担う。乳製品加工では、1888年創業で120年以上の伝統があるウォーナンブール・チーズ・アンド・バター社が有名で、2008年、東京に子会社・「WCB Japan」社を設立した。

## 気候
ウォーナンブールは、 海洋性気候である。メルボルンと比べると、夏は少し涼しく、冬は少し暖かい。雨は、ビクトリア州の平均よりは多い。
| ウォーナンブールの気候     | ウォーナンブールの気候 | ウォーナンブールの気候 | ウォーナンブールの気候 | ウォーナンブールの気候 | ウォーナンブールの気候 | ウォーナンブールの気候 | ウォーナンブールの気候 | ウォーナンブールの気候 | ウォーナンブールの気候 | ウォーナンブールの気候 | ウォーナンブールの気候 | ウォーナンブールの気候 | ウォーナンブールの気候 |
| 月                         | 1月                    | 2月                    | 3月                    | 4月                    | 5月                    | 6月                    | 7月                    | 8月                    | 9月                    | 10月                   | 11月                   | 12月                   | 年                     |
| -------------------------- | ---------------------- | ---------------------- | ---------------------- | ---------------------- | ---------------------- | ---------------------- | ---------------------- | ---------------------- | ---------------------- | ---------------------- | ---------------------- | ---------------------- | ---------------------- |
| 最高気温記録 °C （°F）     | 44.4 (111.9)           | 43.5 (110.3)           | 44.0 (111.2)           | 34.4 (93.9)            | 30.7 (87.3)            | 23.1 (73.6)            | 22.5 (72.5)            | 24.0 (75.2)            | 29.5 (85.1)            | 33.8 (92.8)            | 38.9 (102)             | 42.5 (108.5)           | 44.4 (111.9)           |
| 平均最高気温 °C （°F）     | 22.2 (72)              | 22.3 (72.1)            | 21.1 (70)              | 18.6 (65.5)            | 16.1 (61)              | 13.9 (57)              | 13.3 (55.9)            | 14.1 (57.4)            | 15.7 (60.3)            | 17.4 (63.3)            | 19.0 (66.2)            | 20.7 (69.3)            | 17.9 (64.2)            |
| 平均最低気温 °C （°F）     | 12.8 (55)              | 13.3 (55.9)            | 12.3 (54.1)            | 10.4 (50.7)            | 8.7 (47.7)             | 6.9 (44.4)             | 6.2 (43.2)             | 6.7 (44.1)             | 7.7 (45.9)             | 9.0 (48.2)             | 10.1 (50.2)            | 11.6 (52.9)            | 9.7 (49.5)             |
| 最低気温記録 °C （°F）     | 5.6 (42.1)             | 4.2 (39.6)             | 3.7 (38.7)             | 1.7 (35.1)             | ?0.9                   | ?0.6                   | ?1.9                   | ?1.6                   | 1.1 (34)               | 1.0 (33.8)             | 1.7 (35.1)             | 4.2 (39.6)             | ?1.9 (33.8)            |
| 降水量 mm （inch）         | 32.9 (1.295)           | 34.3 (1.35)            | 47.6 (1.874)           | 60.3 (2.374)           | 77.5 (3.051)           | 76.9 (3.028)           | 88.3 (3.476)           | 85.6 (3.37)            | 73.7 (2.902)           | 63.7 (2.508)           | 54.8 (2.157)           | 44.4 (1.748)           | 741.9 (29.209)         |
| 平均降水日数               | 7.7                    | 7.7                    | 9.9                    | 13.3                   | 17.0                   | 17.0                   | 19.6                   | 19.2                   | 16.8                   | 15.1                   | 12.6                   | 10.8                   | 166.8                  |
| 出典：オーストラリア気象局 |                        |                        |                        |                        |                        |                        |                        |                        |                        |                        |                        |                        |                        |

## 人口統計
街の人口は29,284人(2011年統計)だが、地方公共団体としてのウォーナンブール市の人口は 32,029人である(2011年統計)。11,260世帯がある。
人口に占める65歳以上の人は14.6％、75歳以上は7.4％、85歳以上は2.1％と高齢者の占める比率が少ない。失業者は723人で失業率は4.3％と低い（2008年）。15歳以下の子供を持つ両親家族は2,852世帯に対し、片親家族は945世帯と片親家族が多い（2006年）。
ウォーナンブール住民の6.1％は、オーストラリア以外で生まれている（2006年統計)。この数値は、オーストラリア平均値の24％に比べるととても少ない。98.7％の住民は自宅で英語を話す。1.4％の住民は自分を土着民だと思っている。土着民の数値は、オーストラリア平均値0.58％の2倍である。

## 教育
オーストラリアのビクトリア州の義務教育は、5歳から18歳までの13年間。2月から新学年が始まる。
初等教育(7年間)：幼稚園（1年間）、小学校（6年間）
- Warrnambool Primary School;
- Warrnambool East Primary School;
- Warrnambool West Primary School;
- Merrivale Primary School;
- Allansford and District Primary School;
- Woodford Primary School;
- Our Lady Help Of Christians Primary School (Catholic);
- St Joseph's Primary School (Catholic);
- St Pius X Primary School (Catholic);
- St John's Primary School, Dennington (Catholic);
- キングス・カレッジ（英語版）
- Warrnambool Special Development School (Primary and Secondary)

中等教育(6年間)：中学・高校
公立校
- Brauer College（英語版）
- ウォーナンブール・ハイスクール（英語版）[注 15]

私立校
- エマニュエル・カレッジ（英語版）
- キングス・カレッジ（英語版）

高等教育：短大・職業教育校・大学・大学院
- ディーキン大学：ウォーナンブール・キャンパス
- サウス・ウェスト TAFE（英語版）：メインキャンパス

## インフラ

### 道路・鉄道・バス
ウォーナンブールは、オーストラリアの主要幹線道路プリンセス・ハイウェイにあり、西のポート・フェアリー、東のテラングの間にある。風光明媚で観光客が好むグレートオーシャンロードは、ウォーナンブールの東13kmのアランズフォード近くが終点である。また、ホプキンス・ハイウェイ南西側の終点でもある。ビクトリア州都のメルボルンからは263キロメートル南西にあり、プリンセス・ハイウェイでは約3時間15分、グレートオーシャンロードでは約5時間半の距離にある。
鉄道はV/ラインが、メルボルンからジーロングを経由し、街中のウォーナンブール駅と街の東側のシャーウッドパーク駅に路線を運営している。運行は毎日で、メルボルンから片道約3時間である。貨物の鉄道輸送は、パシフィック・ナショナル社が毎日運行し、市内は Westvic社が担当している。
市内バスは、Transit South West社がウォーナンブール市内を運行し、郊外のポート・フェアリーやコロイトまで運行している。V/ラインで、ポートランド（英語版）、マウントガンビア、バララット、ハミルトン（英語版）まで行くことができる。

### 病院
ウォーナンブールには2つの主要な病院があり、一つは公立病院の『South West Healthcare』とオーストラリアで3番目に大きな私立病院チェーンであり、もう一つはウォーナンブールに1939年開業して80床を所持する『St. John of God Healthcare』である。

## 著名人
- ジョン・C・エックルス　1963年、抑制性シナプス後電位（IPSP）の発見によりノーベル生理学・医学賞を受賞した。ウォーナンブール・ハイスクール（英語版）の出身。
- エアボーン (バンド)

## 姉妹都市
- 三浦市